# Савка, Марьяна Орестовна
Марьяна Орестовна Савка (укр. Мар’яна Орестівна Савка; род. 21 февраля 1973, Копычинцы, Тернопольская область) — украинская поэтесса, детская писательница, литературовед, публицист, главный редактор и соучредитель «Издательства Старого Льва», переводчик, общественный деятель, член Совета Центра исследования литературы для детей и юношества, вице-президент литературной премии «Большой Еж». Член Ассоциации украинских писателей и Национального союза писателей Украины. Член Украинского ПЕН.

## Биография
Родилась в семье театрального режиссёра, актёра, общественного и культурного деятеля Ореста Савки и учителя музыкального искусства Ирины Саввы. В юности занималась пением и театром. Окончила Львовский государственный университет им. Ивана Франко, факультет украинской филологии. В студенческие годы принадлежала к женской литературной группе ММЮННА ТУГА (по первым буквам имен: Марьяна Савка, Марианна Кияновская, Юлия Мищенко, Наталья Сняданко, Наталья Томкив и Анна Середа; ТУГА — «Общество уединенных графоманок»).
Окончила театральную студию при Львовском театре им. Леся Курбаса. Работала младшим научным сотрудником Центра периодики Львовской научной библиотеки имени Василия Стефаника, а также литературным редактором и культурным обозревателем ежедневной газеты «Поступ».
13 декабря 2001 вместе с тогдашним мужем Юрием Чопиком основала во Львове «Издательство Старого Льва».
Живёт во Львове. Замужем второй раз, имеет сына Северина (4 года по состоянию на 24.09.18р.).

## Творчество
В творчестве писательницы поэтические сборники «Обнаженные русла» (1995), «Рисунки на камне» (1998), «Горькая мандрагора» (2002) — лауреат IX Форума издателей во Львове, «Любовь и война» — в соавторстве с Марианной Кияновской (2002), «Цветы бессмертника» (2006), «Бостон-джаз» (2008), «Тень Рыбы» (2010), «Пора плодов и цветов» (2013), а также монографическое исследование «Украинская эмигрантская пресса в Чехословацкой Республике (20-30-е гг. XX в.)» (2002).
Автор нескольких книг для детей — «Есть ли у бабуина бабушка?» (2003), книжка-картонка «Лапы и хвосты» (2005), «Сказка про Старого Льва» (2011), «Босоножки для стоножки» (2015), книжка-картонка «На болоте» (2015), «Тихие стихи на зиму» (2015).
Поэзия печаталась в таких литературных журналах и альманахах: «Современность» (Киев), «Свитовид» (Киев — Нью-Йорк), «Курьер Кривбасса» (Кривой Рог), «Четверг» (Ивано-Франковск; Львов), «Плерома» (Ивано-Франковск), «Nemunas» (Вильнюс), «Королевский лес» (Львов), «The Ukrainian Quarterly» (New York) и др. Присутствует в нескольких поэтических антологиях, в частности в антологии одиннадцати поэтесс «Мы и Она» и антологии «Метаморфозы. Десять лучших украинских поэтов последних десяти лет».
Поэзия Марьяны Савки переведена на польский, английский, белорусский, русский, литовский, немецкий, португальский языки.

## «12 невероятных женщин»
В феврале 2016 Марьяна Савка инициировала проект «12 невероятных женщин о ценностях, которые творят человека». Это цикл из 12-ти публичных интервью (ежемесячно по одному интервью в одной и той же локации — в львовской «Копи кофе») с интересными и влиятельными украинскими женщинами, которые «являются моральными авторитетами, а ещё людьми, которые свои слова поддерживают действиями». Каждый разговор был посвящен определённой ценности: равенство, независимость, толерантность, благодарность, милосердие, свобода и тому подобное. Целью проекта было не только озвучить важные и болезненные для общества темы, но и собрать средства для ремонта и обустройства детской комнаты образования и отдыха в львовском Охматдете.
Среди приглашенных в проект женщин — Ольга Герасимюк, Зоя Казанжи, Ирина Снитинский, Лариса Денисенко, Юлия Мищенко, Ирина Подоляк, Людмила Зубко, Александра Коваль, Александр Бакланова, Ирма Витовская, Соломия Чубай, Наталья Иваничук.
Весной 2017 свет увидела книга «12 невероятных женщин о ценностях, которые творят человека», которая стала итогом публичных разговоров.

## «Это Львов: коллекция городских историй»
В 2017 году в «Издательстве Старого Льва» вышел сборник «Это Львов: коллекция городских историй» — авторский проект Марьяны Савки, вмещающий 23 рассказа известных украинских писателей и культурных деятелей о городе Льва. В сборник вошли эссе Юрия Андруховича, Константина Москальца, Виктора Морозова, Галины Вдовиченко, Александры Коваль, Ольги Герасимюк, Марианны Кияновской, Павла Табакова, Ирены Карпы, Оксаны Забужко и др.
Марьяна Савка: «Город Льва ткет себе невероятно сложный и цветной ковер из бесконечных нитей-сюжетов — смешных, драматических, трагических. Его воспевают, увековечивают в картинах, песнях, романах, стихах, фотографиях, фильмах. В него влюбляются, его ревнуют, изменяют, бросают, пытаются забыть, во Львов возвращаются или бегут из него навсегда. Кого город глотает, кого выталкивает, как пробку. Для некоторых это город красивой старины, кофе и джаза, а для меня Львов — город моих людей».
В дизайне обложки использована картина львовского художника Леся Панчишина, нарисованная на одной из львовских стен.

## Достижения
Дважды попадала в список «100 самых влиятельных женщин Украины» по версии журнала «Фокус». В 2016 году вошла в рейтинг «40 личностей, которые меняют страну» по версии ведущего делового еженедельника «БИЗНЕС».
В 2017 году победила в номинации «Лицо Львова» ежегодной премии «BOOM AWARDS 2017». В этом же году стала посланником доброй воли ООН в Украине и провела ряд лекций в рамках этой программы. Лекции сопровождала песочная анимация от художницы Татьяны Гавриленко.
В 2018 году вошла в рейтинг «Топ-100 успешных женщин Украины» по версии журнала «Новое Время».

## Награды
Лауреат I премии издательства «Факел» (1998) и Международной журналистской премии им. Василия Стуса за книги стихов (2003).
Знак «За доброе дело» журнала «Й» (2011).
Участник международной литературной программы Центра Уильяма Джойнер (Бостон, 2007) и программы MAPA (Moving Academy for Performing Art).
В 2012 году «Сказка про Старого Льва» попала в один из самых престижных мировых каталогов детских книг «Белые вороны» (The White Ravens).
Книга «Босоножки для стоножки» (стихи для малышей) стала Лидером лета в номинации «Детский праздник» по версии Всеукраинского рейтинга «Книга года’2015» и вошла в ежегодный книжный «Рейтинг критика» в номинации «Поэзия».
В 2021 Савка вошла в топ-100 успешных женщин Украины по версии журнала Новое врямя.

## Гражданская позиция
В июне 2018 поддержала открытое письмо деятелей культуры, политиков и правозащитников с призывом к мировым лидерам выступить в защиту заключенного в России украинского режиссёра Олега Сенцова и других политзаключенных.
В конце октября 2018 года подписала открытое письмо в защиту авторов учебника «История: Украина и мир» 10 кл. Мудрого М. М. и Листы А. И., которых обвиняют в «неправильном представлении» украинской истории.

### Рецензии
- Игорь Андрющенко «Блуждание полем цветов Марьяны Савки» («Sumno.com», 23 января 2009)
- Светлана Грезда «Море у каждого из нас в крови» («Друг читателя», 1 июня 2011)
- Читаем вместе. «Сказка о Старом Льва» («Childbrand», 9 ноября 2012)
- Христя Венгринюк «Рецепт исцеления от Марьяны Савки» («Друг читателя», 27 апреля 2014)
- Марьяна Барабаш. Босой танец в босоножках («БараБука», 21 октября 2015)
- Ирина Комаренець. Цветная: детская поэзия Марьяны Савки («БараБука», 12 ноября 2015)